# Papillaria bipinnata
Papillaria bipinnata là một loài Rêu trong họ Meteoriaceae. Loài này được Müll. Hal. mô tả khoa học đầu tiên năm 1898.